# 幸手市立さかえ小学校
幸手市立さかえ小学校（さってしりつ さかえしょうがっこう）は、埼玉県幸手市栄にある公立小学校。

## 概要
- 本校は、栄第一小学校と栄第二小学校が統合し、設立された学校である。

## 沿革
- 2002年（平成14年）10月4日 - さかえ小学校改築工事着工。
- 2003年（平成15年）
  - 2月28日 - さかえ小学校竣工。
  - 4月1日 - 栄第一小学校と栄第二小学校が統合し、さかえ小学校として開校。地域内交流の場としてふれあいルーム2教室を地域開放室とした。
  - 5月29日 - さかえ小学校PTA創立。
  - 6月15日 - 校章のデザイン募集を開始する。また、この日を開校記念日とする。
  - 6月24日 - グランドの流域貯留浸透工事着工。
  - 9月30日 - グランドの流域貯留浸透工事完成。
- 2004年（平成16年）
  - 1月8日 - 校歌・校章制定。
  - 2月14日 - 開校記念式典挙行。
  - 3月15日 - 幸手市教育委員会が開校記念日の制定を承認。正面玄関上壁に校章を設置。
- 2005年（平成17年）9月29日 - プール改修工事着工。
- 2006年（平成18年）2月28日 - プール改修工事完成。
- 2008年（平成20年）4月1日 - ふれあいルーム2を学童保育室「風の子」として幸手市へ移譲。
- 2009年（平成21年）3月26日 - さかえルーム2教室を和太鼓練習場（ハロールーム）として地域開放する。
- 2010年（平成22年）
  - 4月1日 - 幸手市発達障害・情緒障害通級指導教室（スマイル教室）を開設。同日、液晶テレビ設置（全普通教室:50インチ、職員室:42インチ）。
  - 7月30日 - 普通教室天井据付扇風機設置。
- 2011年（平成23年）
  - 6月30日 - 滑り台設置。
  - 11月16日 - 登り棒設置。
- 2012年（平成24年）
  - 6月15日 - 開校10周年記念式典挙行、開校10周年記念誌「絆」発行。
  - 6月30日 - 特別教室天井据付扇風機設置。
- 2014年（平成26年）
  - 1月7日 - ブランコ防護柵完成。
  - 3月14日 - 体育館日構造部材安全対策工事及び放送設備改修工事完成。
  - 3月28日 - メディアルーム児童用及び教師用パソコン等入替工事完成。
  - 8月29日 - 校務用PC16台及びサスティック16本設置。
- 2015年（平成27年）
  - 3月30日 - 特別支援学級設置に伴う、エアコン設置工事完成。
  - 4月1日 -  特別支援学級さくら学級設置。
  - 4月8日 - 『さかえっ子宣言』並びに『さかえ小3つのめばえ』制定。
  - 4月28日 - さかえ小イメージキャラクターを公募し、「さかえ～る」に決定。
  - 7月24日 - 校内無線LAN工事完了。
- 2016年（平成28年）
  - 3月28日 - 駐車場拡張アスファルト工事完成。
  - 6月2日 - さってアフタースクール事業が開始される。
  - 6月15日 - 昭和58年度栄第二小卒業記念制作『岩造り花壇』を改造し、『さかえ小緑の小径』が完成する。
- 2017年（平成29年）3月24日 - 学校教育目標を見直し『思いやりのある子』『かしこい子』『たくましい子』とする。

## 通学区域
- 栄・大字幸手字三ツ家（中郷用水路の西側の区域）[1]

## 主な進学先
- 幸手市立幸手中学校

## 周辺
- 幸手ゴルフセンター
- 幸手団地
- 埼玉県道383号惣新田幸手線
- 首都圏中央連絡自動車道

## アクセス
- 朝日自動車ST01系統「さかえ小学校」バス停下車。
- 東武鉄道日光線
  - 幸手駅から、上述の路線バスで、「さかえ小学校」バス停まで6分（逆方向は9分）。
  - 杉戸高野台駅から、上述の路線バスで、「さかえ小学校」バス停まで3分（逆方向は6分）。
- 圏央道幸手ICから、車で約2km・約3分。